# Droblesův plán
Droblesův plán (hebrejsky תוכנית דרובלס, Tochnit Drobles, oficiálně „תוכנית האב לפיתוח ההתיישבות ביהודה ושומרון לשנים 1983-1979“, Tochnit ha-av le-pituach ha-hitjašvut be-Jehuda ve-Šomron le-šanim 1979–1983, Generální plán rozvoje osídlení Judeje a Samaří pro roky 1979–1983) byla koncepce masivní výstavby izraelských osad na Západním břehu Jordánu, kterou v roce 1978 prezentoval Matitjahu Drobles a která se stala částečným vodítkem pro osadnickou politiku Izraele v období po roce 1977, kdy vládu sestavila strana Likud.

## Dobový kontext
Během šestidenní války v roce 1967 dobyl Izrael celé území Západního břehu Jordánu. Status oblasti nebyl následně vyjasněný (výjimkou byl jen Východní Jeruzalém, jenž byl od počátku začleněn pod municipální správu sjednoceného města a došlo zde k výstavbě lidnatých židovských čtvrtí). V první dekádě po okupaci oblasti zde izraelské vlády prováděly jen omezené zakládání izraelských osad, přičemž vodítkem byl tzv. Alonův plán, který předpokládal limitovanou židovskou kolonizaci převážně neosídlených regionů Jordánského údolí a Judské pouště. Na zbytku území s hustější arabskou (palestinskou) sídelní sítí neměly být osady zřizovány. Došlo tedy k vzniku řetězu menších zemědělských osad v Jordánském údolí a obnoven byl blok izraelských osad Guš Ecion jihozápadně od Jeruzaléma, který existoval již před rokem 1948, kdy byl dobyt a zničen arabskými silami během první arabsko-izraelské války. Již během 70. let se ale v izraelské společnosti objevily proudy, které žádaly daleko razantnější územní a demografickou kontrolu na Západním břehem (Judea a Samaří), jako byla organizace Guš emunim, která trvalé ovládnutí Západního břehu Jordánu odůvodňovala i náboženskými motivy. Na politické scéně získali aktivisté Guš emunim podporu od strany Likud ale i některých dalších stran a jednotlivců. Do roku 1977 nicméně zakládání nových izraelských osad ve vnitrozemí Západního břehu probíhalo jen sporadicky.

## Politický obrat roku 1977
Ve volbách do Knesetu roku 1977 poprvé zvítězila strana Likud a po třech dekádách ukončila dominanci levicově sionistického politického tábora. Nová vláda Menachema Begina okamžitě vyhlásila politiku masivní podpory výstavby židovských osad na Západním břehu (i na dalších územích dobytých roku 1967).
Právě v této době publikoval Matitjahu Drobles, izraelský politik a tehdejší člen správní rady Židovské agentury a předseda osidlovacího odboru Světové sionistické organizace, svůj plán na cílené masivní zakládání osad na prakticky celé ploše Západního břehu, včetně oblastí s hustou palestinskou sídelní strukturou. V roce 1978 žilo na Západním břehu Jordánu (mimo Východní Jeruzalém) jen 3400 židovských osadníků. Plán počítal do čtyř let zvýšit jejich počet na sto tisíc. Nové osady, respektive jejich shluky (bloky), měly fakticky rozbít územní kontinuitu palestinského osídlení na Západním břehu, znemožnit utvoření palestinského státu, etablovat židovské osídlení regionu jako trvalý fakt, vymazat tzv. Zelenou linii a poskytnout státu Izrael teritoriální hloubku. Přesné lokality pro vznik desítek nových osad měly být vybrány s ohledem na topografii. Preferované byly vrcholové partie neosídlených kopců. Důležitou součástí plánu byla i výstavba sítě silničních komunikací, které měly spojit Izraelskou pobřežní planinu a Jordánské údolí.
Spolu s Droblesem se na implementaci plánu významně podílel politik Ariel Šaron. Samotné osidlování probíhalo ve fázích, kdy nejprve došlo k položení vodovodního potrubí a zřízení 10-15 mobilních karavanů, kde se usídlilo osadnické jádro. Obyvatelé nových osad potom zástavbu rozšiřovali a mobilní stavby nahradili zděnými objekty trvalého charakteru. Drobles takto dohlížel na založení téměř 140 osad na Západním břehu Jordánu a v Pásmu Gazy (a téměř 80 dalších v samotném Izraeli, zejména v Galileji). Droblesův plán nebyl realizován ve své úplnosti a některé části Západního břehu (zejména sever Samařska) nebyly výrazněji dotčeny osidlovací politikou, nicméně v základních obrysech byl vodítkem osadnické politiky po celou následující dekádu, během které ve vnitrozemí Západního břehu vyrostlo několik desítek nových osad, jejichž populace se z několika tisíc v době nástupu Beginovy vlády zvýšila až na 100 tisíc v roce 1992, kdy nová středolevicová vláda Jicchaka Rabina zakládání nových osad zastavila v rámci pokusu o územní kompromis s představiteli Palestinců.